# Centrale nucleare di Taishan
La centrale nucleare di Taishan è una centrale nucleare cinese situata presso la città di Taishan, nella provincia del Guangdong. La centrale è composta da 2 reattori EPR per una potenza totale di 3400 MW. È stata la prima centrale equipaggiata con questi reattori ad entrare in funzione nel mondo e fuori dall'Europa, nonostante la sua costruzione sia iniziata alcuni anni dopo gli omologhi europei.
La produzione elettrica è iniziata nel 2018 e 2019 rispettivamente per la prima e seconda unità, a nove anni di distanza dall'inizio della costruzione della centrale.

## Costruzione
La costruzione della prima unità è iniziata nell'ottobre 2009 e quella della seconda nell'aprile 2010.
Sono infine iniziati i lavori di preparazione del sito per altri due reattori (unità 3 e 4).
I lavori nel sito sono in avanzamento secondo le tabelle di marcia, grazie anche ad una maggiore ottimizzazione dei processi di costruzione ed alla modificazione delle procedure di saldatura (uno dei principali inconvenienti per gli impianti di Olkiluoto e Flamanville). Il posizionamento della struttura di contenimento di cemento (l'elemento più appariscente di una centrale) è previsto per il maggio 2011, circa un mese prima dell'impianto francese, nonostante i lavori siano cominciati dopo. I lavori sono stati resi difficoltosi da opere aggiuntive rispetto agli omologhi reattori europei: per proteggere la centrale dai tifoni estivi sono stati costruiti una diga e una serie di canali di scolo. Altri lavori sono stati necessari a causa della temperatura dell'acqua marina maggiore rispetto a quella europea. In seguito alle difficoltà di costruzione incontrate per i suoi omologhi europei, la centrale sarà dotata del primo reattore di tipo EPR in funzione.